# Johann Bernoulli III
Johann Bernoulli III va ser un matemàtic suís del segle xviii. Era fill de Johann Bernoulli II i de ben petit va demostrar els seus talents, fins al punt que a l'edat de catorze anys es va graduar en dret a la Universitat de Basilea, i als dinou anys era professor a Berlin. En aquesta ciutat va coincidir amb Euler, Lagrange i Lambert.
El 1764, Frederic II de Prússia li va encarregar reviure i renovar l'observatori astronòmic de l'Acadèmia de Berlín, tasca per a la qual no estava gaire dotat per la seva pobra salut i la poca capacitat com a observador astronòmic. El 1769 va esdevenir astrònom reial.
Entre 1776 i 1789, va ser l'editor del Leipziger Magazin für reine und angewandte mathematik (Revista de Leipzig de matemàtiques pures i aplicades), en què va publicar, pòstumament, obres de Lambert.
El 1791, va ser nomenat director de la classe de matemàtiques de l'Acadèmia de Berlín en substitució de Jean de Castillon.
Va morir a Köpenick, actualment un barri del sud de Berlín, però aleshores una ciutat independent i va ser enterrat al seu cementiri. En clausurar-se el cementiri el 1811, les seves restes van ser traslladades al cementiri St. Laurentius, on reposen amb les de la seva segona esposa.

## Obra
La seva obra no és gaire extensa, però va tenir una gran activitat com traductor, editor, corresponsal i reporter de viatges acadèmics. Els seus tractats més importants són d'astronomia. En matemàtiques, les seves obres més notables versen, fonamentalment, sobre probabilitat, decimals recurrents i teoria de les equacions.
Els seus llibres de viatges van tenir un fort impacte històric i cultural. També va estar compromès en la custòdia, l'anàlisi i l'edició del llegat intel·lectual de la família dels Bernoulli, sobre tot de la seva correspondència, conservada en l'Acadèmia d'Estocolm.